# 9841 Mašek
9841 Mašek è un asteroide della fascia principale. Scoperto nel 1988, presenta un'orbita caratterizzata da un semiasse maggiore pari a 2,1891815 UA e da un'eccentricità di 0,1604786, inclinata di 2,19632° rispetto all'eclittica.
L'asteroide è dedicato all'astronomo ceco Martin Mašek.